# Chmieleuka (przystanek kolejowy)
Chmieleuka (biał. Хмелеўка, ros. Хмелевка) – przystanek kolejowy w miejscowości Chmieleuka, w rejonie mińskim, w obwodzie mińskim, na Białorusi, na linii Mińsk - Mołodeczno.